# 12716 Delft
12716 Delft (tên chỉ định: 1991 GD8) là một tiểu hành tinh vành đai chính. Nó được phát hiện bởi Eric Walter Elst ở Đài thiên văn La Silla ở Chile ngày 8 tháng 4 năm 1991. Nó được đặt theo tên thành phố thuộc Delft, Hà Lan.